# 문정창
문정창(文定昌, 1899년 12월 12일~1980년)은 일제강점기의 군수이며, 대한민국의 재야 역사학자이다. 본관은 남평(南平), 호는 백당(柏堂)이다.
1932년 문정창은 '조선 쇼와 5년 국세조사기념장'을 수여받았고, 1942년에는 충청북도 내무부 사회과 사회주사(고등관 7등), 1943년에는 황해도 은율군수, 1945년에는 이사관으로 승진하여 황해도 내무부 사회과장을 지냈다.
8·15 광복으로 황해도가 인민공화국 치하에 들어가자 월남하여 남한에서 한때 조선농회(朝鮮農會)총무부장에 있기도 하였으나 1947년 그만두고 저술활동을 했다.
환갑이 넘은 나이까지 한국 고대사에 관한 저서를 다수 집필하였다.
그의 주장으로부터 일제가 20만 권의 역사책을 불태웠다는 이야기, 이스라엘과 한민족은 연관이 있다는 이야기 등이 튀어나왔다. 그는 한족의 조상으로 받들어지는 황제가 동이족으로서 본래 한민족의 조상이라고 주장하기도 했다.
문정창은 '동이'의 개념을 광의로 사용하면서 중국 고대사에 등장하는 동이를 한민족의 조상으로 취급했으며, 이를 서량지나 임혜상과 같은 중국 학자들도 인정했다고 주장했다. 또한 동이족인 소호족 일파가 서쪽으로 떠나서 메소포타미아 지역에 정착하여 수메르 문명을 건설했다고 주장했다.
이스라엘이 한민족과 갖는 관련성에 대해서 문정찯은 "그 소위 '선민'을 영문으로 된 성서 《구약》역대기 상 16장 13절이 Chosen People(음대로 읽으면 조선 사람)이라고 기록하였음을..."이라며 주장했다

## 약력
- 1899년 부산 출생
- 1923년 동래군 서기, 경남도청, 조선총독부에 근무
- 1940년 충청북도 사회과 주사
- 1942년 황해도 은률군 군수
- 1944년 황해도 사회과장
- 미군정 지역으로 월남
- 조선농회 총무부장
- 1947년 개인사업
- 1976년 박창암, 안호상, 유봉영, 이유립, 박시인, 임승국 등과 함께 국사찾기협의회 조직

## 사후
- 2008년 민족문제연구소에서 친일인명사전에 수록하기 위해 정리한 친일인명사전 수록예정자 명단에 선정

## 기타
그가 1969년에 간행한 《고조선사연구》(古朝鮮史硏究)와 윤내현 교수도 <한국고대사신론>(1986)을 통해 한사군이 한반도 내에 있지 않았다는 사실을 논증하였다.

## 저서
- 《産業組合設立まで》, 1932 ~ 1933
- 《조선의 시장 朝鮮の市場》, 조선총독부, 1941
- 《조선농촌단체사 朝鮮農村團體史》, 조선총독부, 1942
- 《백제사 》(百濟史), 백문당(柏文堂), 1964, 1975
  - 1988년에는 인간사에서 출간하였다.
- 《군국일본 조선강점 삼십육년사》상.중.하, 1965 ~ 1967
- 《단군조선사기연구 檀君朝鮮史記硏究》, 백문당, 1966
- 《근세일본의 조선침탈사》, 백문당, 1967
- 《고조선사연구》(古朝鮮史硏究), 백문당, 1969
- 《일본상고사 日本上古史》, 백문당, 1970
- 《한국고대사 韓國古代史》상.하, 1971, 1979
- 《고대일본사: 한국사의 연장》, 1973, 1989
- 《한국고대사연구평》, 백문당, 1976
- 《광개토대왕훈적비문론 廣開土大王勳績碑文論》, 백문당, 1977
- 《가야사 加耶史》, 백문당, 1978
- 《(한국-슈메르)이스라엘의 역사》( (韓國∼슈메르)이스라엘의 歷史) , 백문당, 1979

## 같이 보기
- 수백향
- 안호상